# Трансмодернизм
Трансмодернизм — философское и культурное движение, возникшее как развитие модернизма и постмодернизма, и ставящее своей целью синтез различных подходов и мировоззрений, преодоление как модернистских, так и постмодернистских ограничений. В отличие от постмодернизма, который часто критикует универсальные истины и объективность, трансмодернизм стремится к созданию нового синтетического подхода, объединяющего различные традиции и взгляды, и акцентирует внимание на духовности, культурном многообразии и устойчивом развитии.

## История и развитие
Трансмодернизм возник в ответ на ограничения постмодернизма, который часто обвиняют в релятивизме и отсутствии устойчивых ориентиров. Одним из основателей трансмодернизма является аргентинско-мексиканский философ Энрике Дуссель, который определил трансмодернизм как подход, выходящий за рамки как модернизма, так и постмодернизма.
Трансмодернизм охватывает различные аспекты культурной, философской и социальной жизни, включая религию, экологию и технологическое развитие, при этом рассматривая их в контексте глобализации и культурного признания.

## Основные принципы
- Синтез традиций и инноваций: Трансмодернизм утверждает важность сохранения традиционных ценностей и их интеграции с новыми идеями и технологиями.
- Духовность и глобализм: В отличие от постмодернизма, который отрицает духовные ценности, трансмодернизм подчеркивает значимость духовных практик и культурных обменов.
- Критика секуляризма: Трансмодернизм критикует секуляризацию общества и утверждает важность духовного аспекта жизни.
- Экологизм и устойчивое развитие: Одним из важнейших аспектов трансмодернизма является акцент на экологии и устойчивости, а также на решении глобальных экологических проблем.
- Технологическое развитие: Трансмодернизм принимает технологические изменения, если они служат улучшению качества жизни и условиям человека.
- Социальная ответственность: Важной частью трансмодернистской теории является внимание к бедным и страдающим, а также поддержка демократии и равенства.

## Ключевые фигуры
- Энрике Дуссель — один из основателей трансмодернизма, чьи работы сыграли важную роль в формировании философских основ этого направления.
- Кен Уилбер — философ, автор интегральной теории, оказавший влияние на развитие трансмодернистских идей, особенно в контексте трансперсональной психологии.
- Пол Гилрой — культурный теоретик, поддерживающий идеи трансмодернизма, особенно в области культурных взаимодействий и глобализма.
- Зиауддин Сардар — исламский ученый, который критиковал постмодернизм и поддерживал идеи, близкие к трансмодернистскому подходу.

## Критика
Трансмодернизм критикуется некоторыми философами за его амбициозные попытки синтезировать слишком разные и порой противоречивые элементы. Некоторые считают, что его концепция слишком неопределённа и трудна для применения в реальной жизни, в то время как другие видят в нём значительный потенциал для будущих культурных и социальных преобразований.